# Rhagoba
Rhagoba és un gènere d'arnes de la família Crambidae descrit per Frederic Moore el 1888.

## Taxonomia
- Rhagoba obvellata Du & Li, 2012
- Rhagoba octomaculalis (Moore, 1867)